# Роза, Диего
Диего Роза (итал. Diego Rosa; род. 27 марта 1989, Корнелиано-д’Альба, Италия) — итальянский профессиональный шоссейный велогонщик, выступающий  за команду Arkéa–Samsic.

## Биография
В августе 2014 года команда Astana Pro Team объявила о подписании с Диего контракта. Выступал за команду с 2015 по 2016 год. Его взяли в качестве помощника Фабио Ару. Первая профессиональная победа пришла в 2015 году на однодневке Милан — Турин. В 2016 году он выиграл горный этап на Туре Страны Басков, отпраздновав свою безоговорочную победу шагая пешком с велосипедом в руках через финишную линию.
С 2017 года выступает за команду Team Sky.

Роза стартовал на семи Гранд-Турах: дебют на Джиро д’Италия 2013 ему принёс 22 место в генерале; на Джиро д’Италия 2014 он сошёл на 18 этапе; на Джиро д’Италия 2015 и Вуэльта Испании 2015 сумел финишировать в ТОП-25. На Тур де Франс 2016 был 37-м, на Джиро д’Италия 2017 - 55-м. Участвует в  Вуэльта Испании 2017.

## Главные победы
2012
1-й Джиро д’Фриули
1-й на этапе 3
1-й Girobio
3-й Трофеи Франко Балестры
2013
1-й в Молодёжной классификации Тур Средиземноморья
5-й Route du Sud
2014
8-й Джиро дель Эмилия
2015
1-й Милан — Турин
5-й Джиро ди Ломбардия
5-й Страде Бьянке
2016
Тур Страны Басков
1-й на этапе 5
 Горная классификация
2-й Джиро ди Ломбардия
7-й Вуэльта Валенсии
10-й Льеж — Бастонь — Льеж
2017
1-й  в Горной классификации Тур Польши
5-й Вуэльта Андалусии

## Статистика выступлений наГранд Турах
| Гранд Тур | 2013 | 2014 | 2015 | 2016 | 2017 |
| --------- | ---- | ---- | ---- | ---- | ---- |
| Джиро     | 22   | сход | 23   | —    | 55   |
| Тур       | —    | —    | —    | 37   | —    |
| Вуэльта   | —    | —    | 20   | —    |      |